# Lijst van Spaanse ministers van Buitenlandse Zaken

## Ministers van Buitenlandse Zaken van Spanje (1976–heden)
| Minister van Buitenlandse Zaken | Minister van Buitenlandse Zaken | Minister van Buitenlandse Zaken         | Ambtstermijn     | Ambtstermijn     | Partij(en)                        | Premier(s)                               | Kabinet(en) |
| ------------------------------- | ------------------------------- | --------------------------------------- | ---------------- | ---------------- | --------------------------------- | ---------------------------------------- | ----------- |
|                                 | Marcelino Oreja                 | Marcelino Oreja (1935)                  | 3 juli 1976      | 8 september 1980 | UCD                               | Adolfo Suárez (1976–1981)                | Suárez II   |
| Suárez III                      | Marcelino Oreja                 | Marcelino Oreja (1935)                  | 3 juli 1976      | 8 september 1980 | UCD                               | Adolfo Suárez (1976–1981)                |             |
|                                 | José Pedro Pérez-Llorca         | José Pedro Pérez-Llorca (1940–2019)     | 8 september 1980 | 2 december 1982  | UCD                               | Adolfo Suárez (1976–1981)                |             |
| UCD                             | José Pedro Pérez-Llorca         | José Pedro Pérez-Llorca (1940–2019)     | 8 september 1980 | 2 december 1982  | Leopoldo Calvo-Sotelo (1981–1982) | Calvo-Sotelo                             |             |
|                                 | Fernando Morán                  | Fernando Morán (1926–2020)              | 2 december 1982  | 5 juli 1985      | PSOE                              | Felipe González (1982–1996)              | González I  |
|                                 | Francisco Fernández Ordóñez     | Francisco Fernández Ordóñez (1930–1992) | 5 juli 1985      | 24 juni 1992     | PSOE                              | Felipe González (1982–1996)              | González I  |
| PSOE                            | Francisco Fernández Ordóñez     | Francisco Fernández Ordóñez (1930–1992) | 5 juli 1985      | 24 juni 1992     | González II                       | Felipe González (1982–1996)              |             |
| PSOE                            | Francisco Fernández Ordóñez     | Francisco Fernández Ordóñez (1930–1992) | 5 juli 1985      | 24 juni 1992     | González III                      | Felipe González (1982–1996)              |             |
|                                 | Javier Solana                   | Javier Solana (1942)                    | 24 juni 1992     | 5 december 1995  | PSOE                              | Felipe González (1982–1996)              |             |
| PSOE                            | Javier Solana                   | Javier Solana (1942)                    | 24 juni 1992     | 5 december 1995  | González IV                       | Felipe González (1982–1996)              |             |
|                                 | Carlos Westendorp               | Carlos Westendorp (1937)                | 5 december 1995  | 5 mei 1996       | González IV                       | Felipe González (1982–1996)              | PSOE        |
|                                 | Abel Matutes                    | Abel Matutes (1941)                     | 5 mei 1996       | 28 april 2000    | PP                                | José María Aznar (1996–2004)             | Aznar I     |
|                                 | Josep Piqué                     | Josep Piqué (1955–2023)                 | 28 april 2000    | 10 juli 2002     | PP                                | José María Aznar (1996–2004)             | Aznar II    |
|                                 | Ana Palacio                     | Ana Palacio (1948)                      | 10 juli 2002     | 17 april 2004    | PP                                | José María Aznar (1996–2004)             | Aznar II    |
|                                 | Miguel Ángel Moratinos          | Miguel Ángel Moratinos (1951)           | 17 april 2004    | 20 oktober 2010  | PSOE                              | José Luis Rodríguez Zapatero (2004–2011) | Zapatero I  |
| Zapatero II                     | Miguel Ángel Moratinos          | Miguel Ángel Moratinos (1951)           | 17 april 2004    | 20 oktober 2010  | PSOE                              | José Luis Rodríguez Zapatero (2004–2011) |             |
|                                 | Trinidad Jiménez                | Trinidad Jiménez (1962)                 | 20 oktober 2010  | 21 december 2011 | PSOE                              | José Luis Rodríguez Zapatero (2004–2011) |             |
|                                 | José Manuel García-Margallo     | José Manuel García- Margallo (1944)     | 21 december 2011 | 4 november 2016  | PP                                | Mariano Rajoy (2011–2018)                | Rajoy I     |
|                                 | Alfonso Dastis                  | Alfonso Dastis (1955)                   | 4 november 2016  | 1 juni 2018      | O                                 | Mariano Rajoy (2011–2018)                | Rajoy II    |
|                                 | Josep Borrell                   | Josep Borrell (1947)                    | 1 juni 2018      | 30 november 2019 | PSOE                              | Pedro Sánchez (2018–heden)               | Sánchez I   |
|                                 | Margarita Robles                | Margarita Robles (1956)                 | 30 november 2019 | 12 januari 2020  | O                                 | Pedro Sánchez (2018–heden)               | Sánchez I   |
|                                 | Arancha González Laya           | Arancha González Laya (1969)            | 12 januari 2020  | 12 juli 2021     | O                                 | Pedro Sánchez (2018–heden)               | Sánchez II  |
|                                 | José Manuel Albares             | José Manuel Albares (1972)              | 12 juli 2021     | heden            | PSOE                              | Pedro Sánchez (2018–heden)               | Sánchez II  |